# Cimbelino

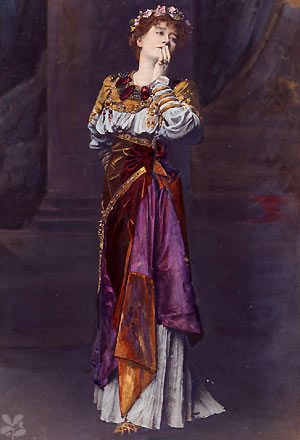
Fotografía de 1896 de la actriz victoriana Ellen Terry (1847-1928) como Imogena, heroína de Cimbellino. Dame Ellen luce un traje diseñado por el pintor Sir Laurence Alma Tadema para una producción de Cimbelino en el Lyceum en Londres.

Cimbelino (Cymbeline) es un romance o comedia en cinco actos escrita por William Shakespeare, una de sus obras tardías, al parecer sobre 1610, y publicada en el Primer Folio de 1623 a partir de una transcripción cuidadosa de un manuscrito del autor que incorporaba un compendio teatral que incluía muchas instrucciones escénicas del autor. Si bien el personaje se basa en el jefe tribal britano Cunobelinus, la historia está muy influida por el Decamerón de Boccaccio y por las Crónicas de Holinshed.  Ambientada en el mundo romano precristiano, Cimbelino toma su tema principal, la apuesta de un marido sobre la fidelidad de su esposa, de una historia del Decamerón. Como Otelo o Cuento de invierno, la obra trata sobre los temas de la inocencia y los celos. 

## Personajes principales
- Cimbelino, rey de Britania.
- Imogena, hija de Cimbelino y esposa de Leonato.
- Leonato Póstumo, caballero acogido desde niño por Cimbelino.
- Reina, madrastra de Imogena.
- Cloten, hijo de la reina y hermanastro de Imogena.
- Belario, caballero desterrado por Cimbelino y que raptó a los hijos de este en venganza. Se hace llamar Morgan.
- Guiderio y Arvirago, los hijos raptados de Cimbelino por Belario, a quien creen su padre. Son llamados Polidoro y Cadwall.
- Filario, amigo italiano de Leonato.
- Iachimo, italiano que pone en duda el honor de Imogena y apuesta con Leonato.
- Cayo Lucio, general de las tropas romanas.
- Pisanio, criado de Leonato.
- Cornelio, médico de la corte de Britania.

## Sinopsis
Imogena se casa a escondidas con Póstumo, desobedeciendo a su padre el Rey Cimbelino. Por ello Póstumo es desterrado. Este en Italia apuesta con Iachimo por la honradez de su esposa pero, engañado por Iachimo, creerá que su mujer le ha fallado y ordena a su criado Pisanio dar muerte a Imogena. Al mismo tiempo, la Reina ha influido en Cimbelino para que se subleve ante Roma y estalla así la guerra. Sobre todo este entramado se desarrollará aún más la historia.

## Resumen

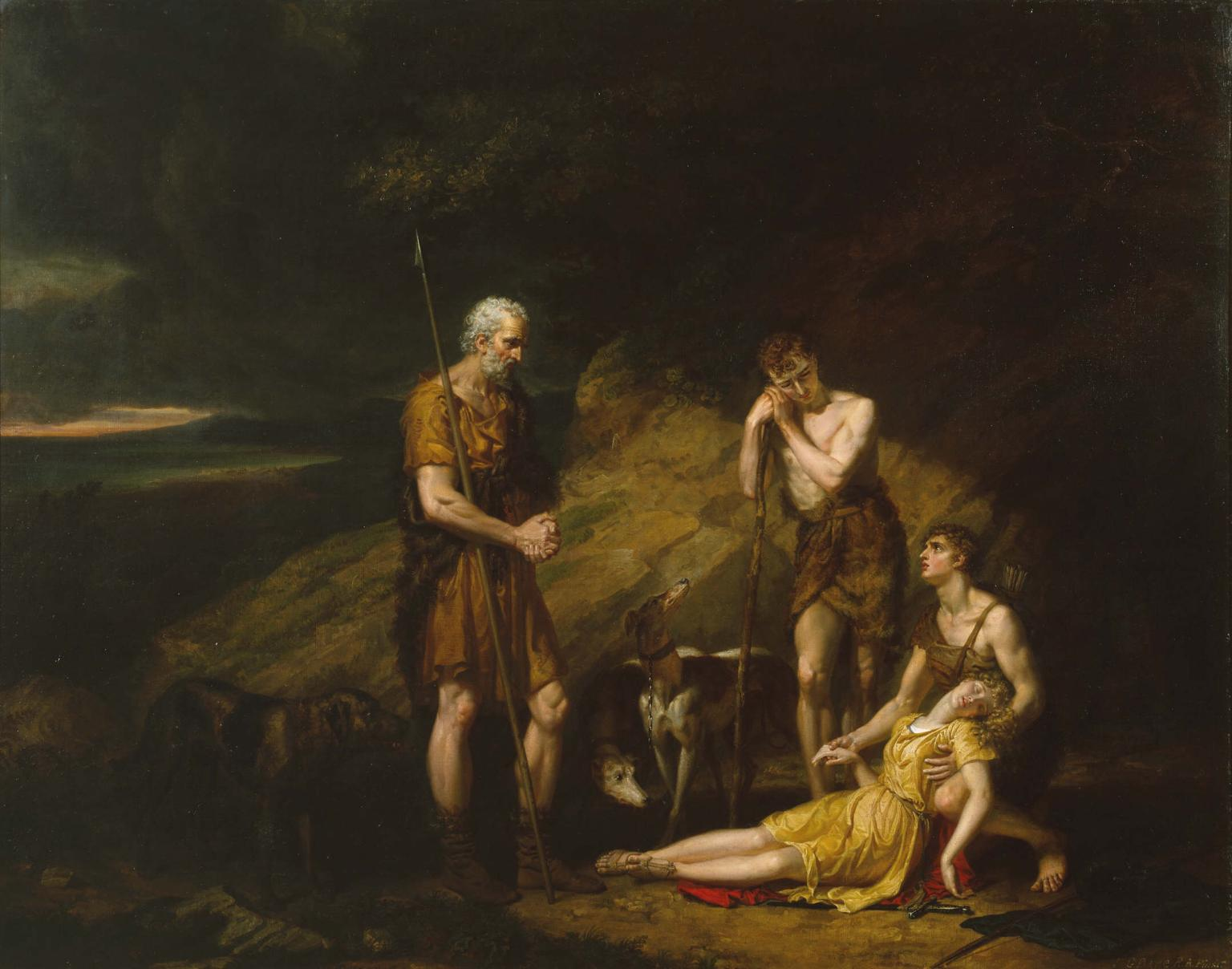
De Cymbeline, Acto IV, Escena II, resumido (aparentemente muerto) aquí

Al regresar Iachimo a Italia, Leonato cree perdida la apuesta y su honra ultrajada, por lo que escribe a su criado Pisanio, que había dejado a las órdenes de Imogena, una carta dándole instrucciones de matar a su supuesta infiel esposa. A la par, Imogena recibe otra carta de Leonato donde le pide que se traslade a Milford-Haven donde él la estaría esperando. Todo ello no es más que un señuelo de Leonato para que Pisanio pudiera matar allí a Imogena.
Una vez en el lugar, Pisanio se niega a cumplir las órdenes y confiesa todo a su señora y esta se duele enormemente. Pero Pisanio logra convencerla de que siga el juego y se esconda para que Leonato crea que su plan se ha cumplido y de alguna manera, descubrir que mano se encuentra detrás de la situación que afecta a los enamorados.
Pisanio regresa a la corte no sin antes dejarle a Imogena un frasco que él cree bueno para momentos difíciles y que le había sido entregado por la Reina, creyendo esta que realmente se trataba de veneno (al final no es más que un adormecedor que Cornelio, el médico de la corte, entregó a la Reina haciéndolo pasar por veneno, dado que no confiaba en sus intenciones).
Ya en la corte Pisanio es amenazado por Cloten y se ve obligado a confesar el lugar donde se encuentra Imogena y hacia allí parte Cloten no sin antes robar las ropas de Leonato. Su idea era matar a Leonato, al que creía con Imogena, y luego violar a la mismísima Imogena.
Para entonces Imogena, siguiendo el plan de Pisanio, se hace pasar por un jovencito llamado Fiel que busca pasar al servicio de Cayo Julio (general romano enviado a la corte de Cimbelino para declarar la guerra por dejar este de pagar los impuestos a Roma) para viajar al continente. Es entonces cuando Cloten se cruza con Belario, Arvirago y Guiderio y tras una discusión con uno de los falsos hijos de Belario pierde la cabeza de un espadazo. Estos tres montañeros (realmente un caballero desterrado y los hijos raptados de Cimbelino) ya han conocido a Fiel y lo han dejado en su cueva porque se encontraba mal. Al regresar estos a su cueva creen muerto a Fiel (que ya se había tomado el licor adormecedor y lo hacía parecer muerto) y apenados lo llevan ante el cuerpo sin cabeza de Cloten (que mantiene las vestiduras de Leonato).
Ya ha estallado la guerra. Leonato cree muerta a Imogena y se arrepiente de su vil acción alistándose en el ejército romano para encontrar allí la muerte que le alivie. Por su parte, Imogena cuando despierta cree que el cadáver de Cloten que hay a su lado es el de su esposo Leonato y se cree engañada por Pisanio, quien le había dado la droga. En sus lamentaciones es encontrada por Cayo Lucio y el ejército romano y es tomado por el general como su paje (Imogena permanece aún disfrazada como Fiel).
Y llega el momento en que ambos ejércitos se enfrentan y Cimbelino es capturado, pero tras un golpe de efecto llevado a cabo por 4 valientes (Belario, sus dos falsos hijos y un britano desconocido —Leonato, que se ha pasado ahora al bando britano—) es rescatado y derrotado el ejército romano. Tras la victoria Leonato, que aún desea la muerte, recupera sus ropas romanas y se entrega a los britanos, que lo encarcelan.
Ante Cimbelino son presentados 4 prisioneros, Cayo Lucio y su paje (Imogena), Iachimo y Leonato (vestido de romano). En ese instante le comunican al rey que la Reina ha muerto de desesperación al ver que su hijo Cloten lleva tiempo desaparecido y que al morir ha confesado sus viles intenciones y malos hechos.
Finalmente, tras unas largas conversaciones con los presos todo va saliendo a la luz, Imogena, el engaño de Iachimo, Leonato, el asesinato de Cloten y la verdadera identidad de los hijos de Belario así como la de este. Todo es júbilo y Cimbelino accede a seguir pagando tributo a Roma a pesar de la victoria, pues la guerra se produjo solo a instancias de su malvada esposa.